# II. Konrád cseh fejedelem
II. Konrád Ottó (csehül: Konrád II. Ota), (1136-1140 körül – 1191. szeptember 9.) cseh fejedelem 1189-től haláláig.

## Élete
II. Konrád znaimi herceg (? – 1161) és Uros István raskai szerb zsupán leányának, Máriának a fiaként született. 1174-ben vette át a morva znaimi, 1176-ban az olmützi hercegséget. 1176-ban részt vette II. Szobeszláv Ausztria elleni hadjáratában, ám Szobeszláv és Frigyes közti háborúban az utóbbi oldalára állt. A általa kivívott prágai győzelemmel így 1178-ban Frigyes léphetett a cseh trónra. 1182-ben a cseh nemesség letaszította Frigyest a trónról, és Konrádnak kínálta fel a koronát, de ő nem fogadta el. I. Frigyes német-római császár nyomatékos fellépésének köszönthetően névrokona maradt a cseh uralkodó, Konrád pedig megkapta a morva őrgrófi címet. Frigyes 1189-ben bekövetkezett halála után a cseh trón is Konrádé lett, aki ekkor megszüntette az őrgrófságot, Olmützöt viszont átengedte az ugyancsak Přemyls Vladimirnak. 1189-ben kinyilvánította Konrád Ottó fejedelem statútumai néven a tulajdonra és az itélkezésre vonatkozó szokásjoggyűjteményt. A III. keresztes hadjáratban való részvételre tett ígéretét megszegte, de cseh nemesek egy csapatával oda küldte Přemysl Děpolt herceget. Ugyanakkor nagy haddal csatlakozott az új császár, VI. Henrik Rómába vonuló seregéhez, részt vett a császár koronázásán, és sikeresen harcolt hűbérura oldalán a normannok ellen Nápolynál. Itt Ragadta el a táborban fellépő járvány.
Konrád Ottó művelt fejedelem volt. Rangját nagymértékben emelte a Stauf-udvar előkelőihez tartozó Wittelsbach-család leányával, Helichával kötött házassága.

## Külső hivatkozások
- [fmg.ac/Projects/MedLands/BOHEMIA.htm#_Toc278782571 Bohemia. KONRAD I OTTO 1189-1191, SVIATOPLUK II 1107-1109] (angol nyelven). Foundation for Medieval Genealogy. (Hozzáférés: 2010. december 15.)